# Robert Lee Curbeam
Robert Lee Curbeam (* 5. března 1962 v Baltimore, stát Maryland, USA) je americký důstojník námořnictva a kosmonaut. Ve vesmíru byl třikrát.

## Život

### Studium a zaměstnání
Robert Lee Curbeam absolvoval střední školu Woodlawn High School v Portsmouthu (1980) a pokračoval ve studiu na vojenské námořní akademii (US Naval Academy. Po ukončení studia v roce 1984 pokračoval na téže škole postgraduálním studiem a nakonec absolvoval i pilotní školu. Studia ukončil v roce 1991.
V námořnictvu byl v letech 1991 až 1994. V letech 1994 až 1995 prodělal výcvik kosmonautů, do jednotky NASA v Houstonu byl zařazen v roce 1996.
Oženil se s Julií, rozenou Leinovou.

### Lety do vesmíru
Na oběžnou dráhu se v raketoplánech dostal třikrát ve funkci letového specialisty a strávil ve vesmíru 37 dní, 14 hodin a 33 minut. Absolvoval sedm výstupů do volného vesmíru (EVA) v úhrnné délce 45 hodin a 34 minut.
Byl 361. člověkem ve vesmíru.
- STS-85 Discovery, (7. srpen 1997 – 19. srpen 1997)
- STS-98 Atlantis (7. únor 2001 – 16. únor 2001)
- STS-116 Discovery (10. prosinec 2006 – 22. prosinec 2006)